# Melchor de Mencos
Melchor de Mencos è un comune del Guatemala facente parte del dipartimento di Petén.